# Abū Hamza ath-Thumālī
Thābit ibn Abī Safiyya (arabisch ثابت بن أبي صفية, DMG Ṯābit b. Abī Ṣafīya), besser bekannt als Abū Hamza ath-Thumālī (arabisch أبو حمزة الثمالي / Abū Ḥamza aṯ-Ṯumālī) war ein Gefährte von ʿAlī ibn Husain Zain al-ʿĀbidīn, Muhammad al-Bāqir, Dschaʿfar as-Sādiq und Mūsā al-Kāzim.

## Leben
Abū Hamza ath-Thumālīs genaues Geburtsdatum ist unbekannt. Es wird geschätzt, dass er 82 AH in al-Kufa geboren wurde und 150 AH starb. Er galt als loyaler Anhänger der Ahl al-Bait und war ein Gefährte von ʿAlī ibn Husain Zain al-ʿĀbidīn, Muhammad al-Bāqir, Dschaʿfar as-Sādiq und Mūsā al-Kāzim. Er war ein bekannter Gelehrter zu seiner Zeit und überlieferte mehrere Hadithe über die Ahl al-Bait. Er hatte 3 Kinder (Hamza, Nūh und Mansūr), welche zusammen mit Zaid ibn ʿAlī getötet wurden.

## Werke
- Kitāb fī Tafsīr al-Qurʾān
- Kitāb al-Nawādir
- Kitāb az-Zuhd[2]